# Râul Izvorul Negovanului
Râul Izvorul Negovanului este unul din cele două brațe care formează Râul Sădurel. 

## Hărți
- Harta Munții Cibin  Arhivat în 30 martie 2010, la Wayback Machine.
- Harta Munții Lotrului  Arhivat în 6 mai 2008, la Wayback Machine.
- Harta județului Sibiu